# Patinação artística nos Jogos Pan-Americanos de 2011 - Feminino
A competição feminina da patinação artística sobre rodas nos Jogos Pan-Americanos de 2011 foi disputada por onze patinadoras no Patinódromo Pan-Americano nos dias 23 e 24 de outubro.

## Calendário
Horário local (UTC-6).
| Data          | Horário | Fase                 |
| ------------- | ------- | -------------------- |
| 23 de outubro | 18:00   | Programa curto       |
| 24 de outubro | 17:00   | Programa longo Final |

## Medalhistas
| Ouro   | ARG Elizabeth Soler    |
| Prata  | CHI Marisol Villarroel |
| Bronze | BRA Talitha Haas       |

## Resultados
| Pos.              | Patinadora           | País               | Programa curto | Programa longo | Total |
| ----------------- | -------------------- | ------------------ | -------------- | -------------- | ----- |
| Medalha de ouro   | Elizabeth Soler      | ARG Argentina      | 128,5          | 129,3          | 516,5 |
| Medalha de prata  | Marisol Villarroel   | CHI Chile          | 123,3          | 123,7          | 494,4 |
| Medalha de bronze | Talitha Haas         | BRA Brasil         | 116,5          | 122,7          | 484,6 |
| 4                 | Nataly Otalora       | COL Colômbia       | 118,3          | 121,2          | 481,9 |
| 5                 | Kailah Macri         | CAN Canadá         | 114,1          | 115,7          | 461,2 |
| 6                 | Alejandra Hernández  | MEX México         | 113,6          | 109,9          | 443,3 |
| 7                 | Brittany Pricer      | USA Estados Unidos | 114,7          | 109,1          | 442,0 |
| 8                 | Marie Koesnodihardjo | PUR Porto Rico     | 107,5          | 108,5          | 433,0 |
| 9                 | Lucia Rivas          | URU Uruguai        | 104,8          | 108,8          | 431,2 |
| 10                | Valentina Basaglia   | PAR Paraguai       | 107,7          | 102,8          | 416,1 |
| 11                | Jessica González     | CUB Cuba           | 102,0          | 101,3          | 405,9 |